# アブステンション作戦
アブステンション作戦 (アブステンションさくせん、Operation Abstention) は第二次世界大戦中のイギリス軍の作戦の一つで、1941年2月後半に実行されたカステロリゾ島の占領作戦。カステロリゾ島はトルコの沿岸にある当時イタリア領であった島。
イギリス軍はドデカネス諸島攻略の足がかりとして同島を占領しようとしたが、イタリア側守備隊の頑強な抵抗にあって失敗した。

## 作戦

### 背景
1941年1月、イギリス軍のタラント空襲とコンパス作戦によるイタリア地中海艦隊及びリビア方面軍への打撃によって、地中海海域の連合軍陣営は枢軸軍陣営に対して優位に立っていた。イギリス地中海艦隊のアンドルー・カニンガム提督は次の攻勢としてドデカネス諸島攻略に着手し、ドデカネス諸島で最も東にあるカステロリゾ島の占領を計画した。同島はロドス島から80マイル (70海里/130キロメートル) の距離に位置していた。この攻略作戦はエーゲ海を勢力下におくための第一歩であると考えられていた。
イギリス軍側はイタリア軍側の防衛体制が崩れかかっていると想定していた。しかし地中海のイタリア空軍・イタリア海軍は依然としてエジプト・ギリシャ間の輸送路に対する攻撃能力を有していた。

### イギリス軍上陸
1941年2月24日、上陸部隊の中心は英軍の誇る特殊部隊であるブリティッシュ・コマンドスの隊員200名で、駆逐艦「ヘレワード、「デコイ」に乗艦して、軽巡洋艦「グロスター」に護衛されて作戦海域へ輸送された。同時にイギリス海兵隊員25名がクレタ島のスダ湾から砲艦「レディバード」に乗って任地へと向かった。作戦計画ではコマンドスと海兵隊にはシャーウッド・フォレスターズ中隊 が到着する24時間後までに橋頭堡を確保する事が命じられていた。この増援部隊はキプロス島から軽巡洋艦「ボナヴェンチャー」、「パース」に護衛された武装ヨット「ロサウラ」によって運ばれる計画になっていた。
2月25日、潜水艦「パーシアン」によって島周辺の偵察が行われた後、コマンドスと海兵隊は夜明け前に作戦を開始した 。カステロリゾ島には周辺の島々と無線連絡を行う為に駐留する小規模で雑多な装備しか持たない守備隊と、財務省警察(Guardia di Finanza、英語版)の職員が僅かに居るのみであった。無線施設に奇襲を仕掛けたコマンドスと海兵隊は守備隊12名を捕虜して拠点を押さえたが、既にイタリア側守備隊はドデカネス諸島やロドス島の友軍部隊にイギリス軍襲来を連絡していた。

### イタリア軍反撃
上陸から何時間も経たない内に連絡を受けたイタリア空軍のサヴォイア・マルケッティ SM.79、サヴォイア・マルケッティ SM.81の編隊が島の上空に現れた。イタリア空軍の対地攻撃は主にコマンドスが駐留する港や丘の上に行われたが、その際に停泊していた砲艦「レディバード」が損傷して3名の水夫が負傷した。燃料も少なくなっていた「レディバード」は不要とされた海兵隊24名を再度乗船させてハイファへ退却したが、「レディバード」の離脱によってコマンドスと地中海艦隊司令部が設置されているアレクサンドリアとの無線連絡が途絶した状態になってしまった。コマンドスとの通信が途絶した後、キプロス島から出撃していた増援部隊はアレクサンドリアへ撤収するように作戦が変更された。
2月27日、今度はイタリア陸軍とイタリア海軍の反撃が朝方に開始された。水雷艇「ルポ」、「リンス」が3.9インチ砲でカステロリゾ島に砲撃を行い、同時に乗艦していた240名の陸軍兵を島に揚陸した。砲撃で島の市庁舎などに陣地を建設していたコマンドスに3名の死者と7名の負傷者が発生した。コマンドスからイタリア軍の本格的な反撃を連絡された「ヘレワード」の艦長は島から40マイルほどはなれた場所で「デコイ」と合流して揚陸の妨害を行ったが、イギリスの駆逐艦2隻はイタリア海軍の水雷艇を揚陸完了までに発見できなかった。「ヘレワード」は艦隊司令部にイタリア側の反撃によって「ロサウラ」に乗船する増援部隊の上陸は困難な状態になっており、作戦を続行する事は危険であると報告した。報告を受けてシャーウッド・フォレスターズ中隊の上陸は一旦延期され、中隊は「ロサウラ」から駆逐艦「デコイ」と「ヒーロー」に移り、より厳重な防備で上陸することになった。部隊再編の為に作戦参加艦艇はすべてアレクサンドリアへ帰港するように命じられたが、再編中に急病によって輸送艦隊の司令官が交代されて一層に作戦は混乱した状態に陥った。
一方のイタリア側も高い波のために28日朝まで海軍の揚陸作戦は中断していたが、既に上陸したイタリア陸軍部隊240名は孤立したブリティッシュ・コマンドスへの攻撃を続け、空軍の爆撃も継続された。コマンドスは24時間分の装備しか持っておらず、長期化する戦いの中で疲弊していった。

### 作戦失敗
高波が収まるとイタリア海軍はレロス島からの駆逐艦「クインティノ・セラ」、「フランチェスコ・クリスピ」、それにMAS魚雷艇2隻を増援として送り込んだ。増強された水雷戦隊は再び英軍陣地に砲撃を加え、上陸部隊の第二陣を投入した。最早コマンドスは陣地を維持できず、2月28日に漸くアレクサンドリアから揚陸艦隊が作戦海域に現れると、コマンドスは空軍や海軍の継続的な援護がない状態では橋頭堡を維持できず、上陸作戦の続行は不可能であると連絡した。上陸作戦中止後、揚陸艦隊によってコマンドス部隊の回収が行われたが、脱出に間に合わなかった20名の隊員がイタリア陸軍の捕虜となった。
撤退の護衛中に駆逐艦「ジャガー」が「フランチェスコ・クリスピ」に雷撃されたが魚雷は命中せず、対する「ジャガー」も主砲で反撃したが命中弾は得られなかった。この戦闘後、イギリス艦隊はアレクサンドリアに帰投した。イギリス駆逐艦「ヌビアン」、「ヘイスティ」、「ジャガー」がロドス島とカステロリゾ島との間の海域で帰投するイタリア海軍艦艇を捜索したが、捕捉することは出来なかった。

## 結果
イギリス政府の査問委員会は作戦失敗の原因について、「ヘレワード」がすぐに敵と接触せず「デコイ」と合流を図ったことが第2陣の上陸失敗とコマンド部隊の孤立を招いたと結論している。またイギリス軍の指揮官はイタリア軍の反撃、特にイタリア空軍の迅速な反応に驚かされた。イタリア王国がイタリア社会共和国との内戦状態に陥る1943年9月まで連合軍はドデカネス諸島を占領できなかった。また1943年9月以後もカステロリゾ島の占領作戦は行われなかったが、砲撃や空襲の被害で多数を占めるギリシャ系イタリア人の難民化が発生した。